# Горошовецька сільська рада
Горошове́цька сільська́ ра́да — адміністративно-територіальна одиниця та орган місцевого самоврядування в Заставнівському районі Чернівецької області. Адміністративний центр — село Горошівці.

## Загальні відомості
- Населення ради: 1 096 осіб (станом на 2001 рік)

## Населені пункти
Сільській раді були підпорядковані населені пункти:
- с. Горошівці

## Склад ради
Рада складалася з 16 депутатів та голови.
- Голова ради: Житарюк Ілля Іванович

### Керівний склад попередніх скликань
| Прізвище, ім'я, по батькові | Основні відомості                                                                                              | Дата обрання | Дата звільнення |
| --------------------------- | --- | ------------ | --------------- |
| Грумеза Іван Манолійович    | Сільський голова, 1968 року народження, безпартійний                                                           | 26.03.2006   | 31.10.2010      |
| Житарюк Ілля Іванович       | Сільський голова, 1958 року народження, освіта середня загальна, член Всеукраїнського об'єднання «Батьківщина» | 31.10.2010   |                 |

Примітка: таблиця складена за даними сайту Верховної Ради України

### Депутати
За результатами місцевих виборів 2010 року депутатами ради стали:

#### За суб'єктами висування
| Суб'єкт висування                     | Кількість обраних депутатів | %    |
| ------------------------------------- | --------------------------- | ---- |
| Самовисування                         | 15                          | 93,8 |
| Українська соціал-демократична партія | 1                           | 6,3  |

#### За округами
| № округу                              | Прізвище, ім'я, по батькові   | Дата визнання обраним | Освіта             | Партійна приналежність                       | Відомості про обраного депутата                            |
| ------------------------------------- | ----------------------------- | --------------------- | ------------------ | -------------------------------------------- | ---------------------------------------------------------- |
| Українська соціал-демократична партія |                               |                       |                    |                                              |                                                            |
| 5                                     | Костащук Юрій Ілліч           | 05.11.2010            | вища               | член Української соціал-демократичної партії | фермерське господарство «Костащука Юрія Ілліча», керівник  |
| Самовисування                         |                               |                       |                    |                                              |                                                            |
| 1                                     | Воронюк Василь Миколайович    | 05.11.2010            | середня спеціальна | позапартійний                                | БНТ, директор                                              |
| 2                                     | Книш Віталій Дмитрович        | 05.11.2010            | середня спеціальна | позапартійний                                | тимчасово не працює                                        |
| 3                                     | Кирилюк Тетяна Дмитрівна      | 05.11.2010            | вища               | позапартійна                                 | Горошовецька сільська рада, секретар ради                  |
| 4                                     | Грумеза Світлана Григорівна   | 05.11.2010            | середня спеціальна | позапартійна                                 | Заставнівський ССТ, зав. магазином «Продтовари»            |
| 6                                     | Сірий Юрій Вікторович         | 05.11.2010            | середня            | позапартійний                                | приватний підприємець                                      |
| 7                                     | Домчук Ольга Іванівна         | 05.11.2010            | середня спеціальна | позапартійна                                 | фельдшерсько-акушерський пункт с. Юрківці, медсестра       |
| 8                                     | Івасюк Михайло Миколайович    | 05.11.2010            | середня спеціальна | позапартійний                                | тимчасово не працює                                        |
| 9                                     | Воронюк Михайло Ілліч         | 05.11.2010            | середня            | позапартійний                                | КМС-124 Львівської залізниці м. Чернівці, водій автомобіля |
| 10                                    | Воронюк Олександр Михайлович  | 05.11.2010            | середня спеціальна | позапартійний                                | тимчасово не працює                                        |
| 11                                    | Руснак Василь Васильович      | 05.11.2010            | середня спеціальна | позапартійний                                | тимчасово не працює                                        |
| 12                                    | Сторощук Марія Миколаївна     | 05.11.2010            | середня спеціальна | позапартійна                                 | пенсіонер                                                  |
| 13                                    | Грумеза Микола Манолійович    | 05.11.2010            | середня            | позапартійний                                | Горошовецький НВК, оператор котельні на газу               |
| 14                                    | Соловій Георгій Ілліч         | 05.11.2010            | середня            | позапартійний                                | пенсіонер                                                  |
| 15                                    | Павлюкович Михайло Михайлович | 05.11.2010            | середня спеціальна | позапартійний                                | ПП Борсук В. С., водій                                     |
| 16                                    | Марусяк Георгій Васильович    | 05.11.2010            | середня спеціальна | позапартійний                                | ЗАТ «Антена», охоронець                                    |

## Населення
Згідно з переписом УРСР 1989 року чисельність наявного населення сільської ради становила 2230 осіб, з яких 952 чоловіки та 1278 жінок.
За переписом населення України 2001 року в сільській раді мешкало 1096 осіб.

### Мова
Розподіл населення за рідною мовою за даними перепису 2001 року:
| Мова       | Відсоток |
| ---------- | -------- |
| українська | 99,64 %  |
| російська  | 0,27 %   |
| молдовська | 0,09 %   |